# تصفيات أمريكا الشمالية لكأس العالم 2006 - الدور الرابع
في الدور الرابع من تصفيات أمريكا الشمالية المؤهلة إلى بطولة كأس العالم لكرة القدم 2006 في ألمانيا أقيمت مبارياته من فبراير إلى أكتوبر 2005 . تأهلت 6 منتخبات من الدور الثاني ووضعت في مجموعة واحدة تلعب بطريقة الدوري الكامل . المنتخبات التي ستحتل المراكز الثلاث الأولى ستتأهل مباشرة إلى بطولة كأس العالم بينما سيخوض صاحب المركز الرابع الملحق القاري في مواجهة صاحب المركز الخامس في تصفيات آسيا .

## الترتيب
| الفريق           | لعب | فاز | تعادل | خسر | له | عليه | ف.أ | نقاط |
| ---------------- | --- | --- | ----- | --- | -- | ---- | --- | ---- |
| الولايات المتحدة | 10  | 7   | 1     | 2   | 16 | 6    | +10 | 22   |
| المكسيك          | 10  | 7   | 1     | 2   | 22 | 9    | +13 | 22   |
| كوستاريكا        | 10  | 5   | 1     | 4   | 15 | 14   | +1  | 16   |
| ترينيداد وتوباغو | 10  | 4   | 1     | 5   | 10 | 15   | −5  | 13   |
| غواتيمالا        | 10  | 3   | 2     | 5   | 16 | 18   | −2  | 11   |
| بنما             | 10  | 0   | 2     | 8   | 4  | 21   | −17 | 2    |

|                  | كوستاريكا | غواتيمالا | المكسيك | بنما | ترينيداد وتوباغو | الولايات المتحدة |
| ---------------- | --------- | --------- | ------- | ---- | ---------------- | ---------------- |
| كوستاريكا        | –         | 3–2       | 1–2     | 2–1  | 2–0              | 3–0              |
| غواتيمالا        | 3–1       | –         | 0–2     | 2–1  | 5–1              | 0–0              |
| المكسيك          | 2–0       | 5–2       | –       | 5–0  | 2–0              | 2–1              |
| بنما             | 1–3       | 0–0       | 1–1     | –    | 0–1              | 0–3              |
| ترينيداد وتوباغو | 0–0       | 3–2       | 2–1     | 2–0  | –                | 1–2              |
| الولايات المتحدة | 3–0       | 2–0       | 2–0     | 2–0  | 1–0              | –                |

- تأهلت منتخبات الولايات المتحدة ، المكسيك ، وكوستاريكا إلى بطولة كأس العالم .
- تأهل منتخب ترينيداد وتوباغو إلى الملحق القاري.

## النتائج
| كوستاريكا        | 1 – 2 | المكسيك              |
| ---------------- | ----- | -------------------- |
| باولو وانشوب 38' |       | خايمي لوزانو 8', 10' |

| بنما | 0 – 0 | غواتيمالا |
| ---- | ----- | --------- |
|      |       |           |

| ترينيداد وتوباغو | 1 – 2 | الولايات المتحدة              |
| ---------------- | ----- | ----------------------------- |
| أنغوس إيف 89'    |       | إيدي جونسون 30' إيدي لويس 54' |

| غواتيمالا                                                       | 5 – 1 | ترينيداد وتوباغو   |
| --------------------------------------------------------------- | ----- | ------------------ |
| غييرمو راميريز 17' كارلوس رويز 30', 38' دوايت بيزاروسي 78', 87' |       | كارلوس إدواردز 32' |

| كوستاريكا                                | 2 – 1 | بنما                          |
| ---------------------------------------- | ----- | ----------------------------- |
| واين ويلسون 40' (ركلة جزاء) روي ميري 91' |       | روبيرتو براون 58' (ركلة جزاء) |

| المكسيك                     | 2 – 1 | الولايات المتحدة |
| --------------------------- | ----- | ---------------- |
| جاريد بورغيتي 30' سينيا 33' |       | إيدي لويس 58'    |

| بنما            | 1 – 1 | المكسيك           |
| --------------- | ----- | ----------------- |
| لويس تيخادا 75' |       | رامون موراليس 26' |

| الولايات المتحدة                 | 2 – 0 | غواتيمالا |
| -------------------------------- | ----- | --------- |
| إيدي جونسون 11' ستيف رالستون 68' |       |           |

| ترينيداد وتوباغو | 0 – 0 | كوستاريكا |
| ---------------- | ----- | --------- |
|                  |       |           |

| ترينيداد وتوباغو               | 2 – 0 | بنما |
| ------------------------------ | ----- | ---- |
| ستيرن جون 34' دينيس لورينس 71' |       |      |

| الولايات المتحدة                         | 3 – 0 | كوستاريكا |
| ---------------------------------------- | ----- | --------- |
| لاندون دونوفان 6', 63' براين مكبرايد 87' |       |           |

| غواتيمالا | 0 – 2 | المكسيك                                  |
| --------- | ----- | ---------------------------------------- |
|           |       | سينيا 41' غوستافو كابريرا 45' (هدف عكسي) |

| كوستاريكا                                              | 3 – 2 | غواتيمالا                              |
| ------------------------------------------------------ | ----- | -------------------------------------- |
| كارلوس هيرنانديز 34' رونالد غوميز 65' باولو وانشوب 92' |       | روبيرتو فياتورو 74' ماريو رودريغيز 77' |

| بنما | 0 – 3 | الولايات المتحدة                                         |
| ---- | ----- | -------------------------------------------------------- |
|      |       | كارلوس بوكانيغرا 6' لاندون دونوفان 20' براين مكبرايد 40' |

| المكسيك                                   | 2 – 0 | ترينيداد وتوباغو |
| ----------------------------------------- | ----- | ---------------- |
| جاريد بورغيتي 63' لويس إيرنيستو بيريز 88' |       |                  |

| المكسيك                                 | 2 – 0 | كوستاريكا |
| --------------------------------------- | ----- | --------- |
| جاريد بورغيتي 63' فرانشيسكو فونسيكا 86' |       |           |

| الولايات المتحدة | 1 – 0 | ترينيداد وتوباغو |
| ---------------- | ----- | ---------------- |
| براين مكبرايد 2' |       |                  |

| غواتيمالا                                       | 2 – 1 | بنما                  |
| ----------------------------------------------- | ----- | --------------------- |
| فيليب بالوي 70' (هدف عكسي) غونزالو روميرو 90+3' |       | خورخي ديلي فالديز 19' |

| بنما            | 1 – 3 | كوستاريكا                                             |
| --------------- | ----- | ----------------------------------------------------- |
| لويس تيخادا 90' |       | ألفارو سابوريو 44' والتر سينتينو 51' رونالد غوميز 73' |

| ترينيداد وتوباغو                    | 3 – 2 | غواتيمالا                                     |
| ----------------------------------- | ----- | --------------------------------------------- |
| راسيل لاتابي 48' ستيرن جون 85', 86' |       | مارفن أندروز 3' (هدف عكسي) غونزالو روميرو 61' |

| الولايات المتحدة                    | 2 – 0 | المكسيك |
| ----------------------------------- | ----- | ------- |
| ستيف رالستون 53' داماركوس بيزلي 58' |       |         |

| كوستاريكا                            | 2 – 0 | ترينيداد وتوباغو |
| ------------------------------------ | ----- | ---------------- |
| ألفارو سابوريو 15' والتر سينتينو 50' |       |                  |

| المكسيك                                                                                           | 5 – 0 | بنما |
| ------------------------------------------------------------------------------------------------- | ----- | ---- |
| لويس إيرنيستو بيريز 31' رافاييل ماركيز 54' جاريد بورغيتي 59' فرانشيسكو فونسيكا 75' بافل باردو 76' |       |      |

| غواتيمالا | 0 – 0 | الولايات المتحدة |
| --------- | ----- | ---------------- |
|           |       |                  |

| كوستاريكا                                  | 3 – 0 | الولايات المتحدة |
| ------------------------------------------ | ----- | ---------------- |
| باولو وانشوب 34' كارلوس هيرنانديز 60', 88' |       |                  |

| المكسيك                                                | 5 – 2 | غواتيمالا                           |
| ------------------------------------------------------ | ----- | ----------------------------------- |
| غييرمو فرانكو 19' فرانشيسكو فونسيكا 48', 51', 62', 66' |       | كارلوس رويز 1' سيلفين بونيسيانو 53' |

| بنما | 0 – 1 | ترينيداد وتوباغو |
| ---- | ----- | ---------------- |
|      |       | ستيرن جون 61'    |

| الولايات المتحدة                    | 2 – 0 | بنما |
| ----------------------------------- | ----- | ---- |
| كايل مارتينو 51' تايلور تويلمان 57' |       |      |

| ترينيداد وتوباغو   | 2 – 1 | المكسيك          |
| ------------------ | ----- | ---------------- |
| ستيرن جون 43', 69' |       | خايمي لوزانو 38' |

| غواتيمالا                                          | 3 – 1 | كوستاريكا    |
| -------------------------------------------------- | ----- | ------------ |
| إيلمر بونسيانو 2' فريدي غارسيا 16' كارلوس رويز 30' |       | روي ميري 60' |